# Rune Sagrén
Karl Rune Sagrén, född 25 oktober 1930 i Västerås, död 19 februari 1992, var en svensk arkitekt.
Sagrén avlade studentexamen i Motala 1949 och utexaminerades från Kungliga Tekniska högskolan 1955. Han anställdes på John och Lars Åkerlunds arkitektkontor i Stockholm 1855 och på Nils-Henrik Winblads arkitektkontor från 1956. Han var vice ordförande i Stockholms studentsångarförbunds styrelse 1957. År 1971 anställdes han av Norrtälje kommun och 1977 på Stockholms stadsbyggnadskontor. Där blev han 1988 biträdande stadsarkitekt vid stadsbyggnadsdistrikt Södra innerstaden (Södermalm, Kungsholmen, Gamla stan och Essingeöarna), med ansvar för alla bygglovsfrågor.
Sagrén var son till ingenjör Karl Sagrén och Annie Myhrman. Han var bror till generallöjtnant Åke Sagrén. Rune Sagrén är begravd på Norra begravningsplatsen utanför Stockholm.